# Olga Valentová
Olga Valentová (1. října 1929, Bratislava – 13. září 2007, Praha) byla česká rozhlasová režisérka, autorka.

## Život a rozhlasová práce

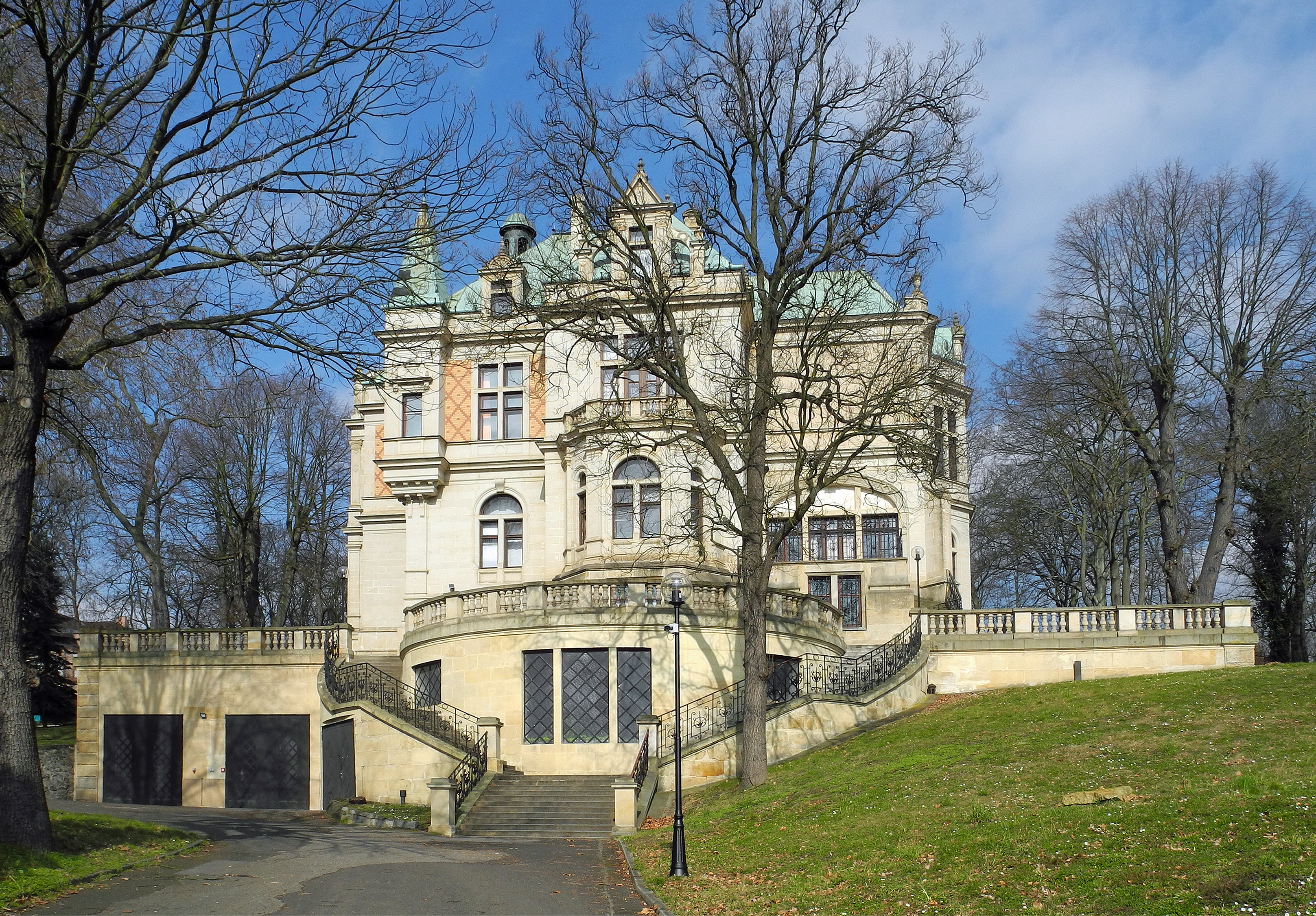
Budova rozhlasu Ústí nad Labem, první místo působení Olgy Valentové

Olga Valentová se narodila v Bratislavě 1. října 1929. Středoškolské vzdělání získala v Ústí nad Labem na Reálném gymnáziu. Během druhé světové války byla v letech 1944 až 1945 totálně nasazena. Po osvobození pokračovala v Ústí nad Labem ve studiu na obchodní akademii, kde maturovala v roce 1948. Na vysokou školu nebyla z politických důvodů přijata, soukromě ji na DAMU vyučoval v oboru rozhlasová a divadelní režie Josef Bezdíček. V roce 1951 byla přijata do Československého rozhlasu studio Ústí nad Labem jako pomocná režisérka a hlasatelka programového oddělení. Za asistentku režie ji přijalo pražské rozhlasové studio v roce 1952. Díky svému talentu získala již od roku 1953 místo režisérky. Režírovala jak drobné skeče a malé estrádní žánry, tak i několik celovečerních silvestrů. Postupně se propracovala do literární redakce k režii literárních pořadů a dramatizované četby na pokračování vybírané především z velkých děl klasické i moderní světové literatury. Bylo jich mnoho a některé z nich i sama invenčně dramatizovala. Uváděla do rozhlasové praxe i slovenskou tvorbu a řeč. Od roku 1987 byla režijně zodpovědná za nový publicistický literární magazín Rozhledy – týdeník, který redakčně připravovali Václav Cibula a Yveta Labská. Tento pořad od roku 1990 přiváděl zpět mezi české posluchače zakázané literární osobnosti exilu a disentu minulých let. Vzhledem ke své těžké dlouholeté chorobě odešla v roce 1989 sice do důchodu, ale s Českých rozhlasem externě pracovala i nadále. Zemřela 13. září 2007 v Praze.

#### Rozhlasové režie – výběr
- 1952 William Shakespeare: Zkrocení zlé ženy (asistentka režie, režisér Josef Bezdíček)
- 1960 František Hrubín: Srpnová neděle
- 1971 Eduard Bass: Klapzubáci v cizině. Fotbalová jedenáctka dobývá svět
- 1971 Josef Štolba: Na letním bytě
- 1974 Maxim Gorkij: Stařík. Karel Höger a Ladislav Pešek v kriminálním dramatu ze staré Rusi
- 1978 Stefan Zweig: Netrpělivost srdce. Gabriela Vránová v příběhu o neopětované lásce a neblahém soucitu
- 1978 I.S.Turgeněv: Lovcovy zápisky
- 1981 Helena Šoltézová: Zůstane koza celá, když se vlci nažerou?
- 1982 Jiří Průša: Nepotřebujete sekretářku?
- 1983 Miroslava a Josef Tomanovi: Zkáza Titaniku
- 1983 Jaroslav Hašek, Lubomír Lipský: Host do domu, Bůh do domu
- 1984 Rudolf Jašík Mrtví nezpívají
- 1985 Kurt Tucholsky: Zámek Gripsholm. Třídílná četba z humoristického románu v podání Viktora Preisse
- 1989 Dino Buzzati: Vajíčko
- 1991 Josef Knap: Strom v květu
- 1997 Kazatel na scestí. Z Wessexských povídek Thomase Hardyho čte Petr Haničinec
- 1998 Jaroslav Havlíček: Jasnovidka
- 1998 Guy de Maupassant: On?